# Prodiaphania claripennis
Prodiaphania claripennis är en tvåvingeart som beskrevs av Malloch 1929. Prodiaphania claripennis ingår i släktet Prodiaphania och familjen parasitflugor. Inga underarter finns listade i Catalogue of Life.